# Réinjection de gaz
La réinjection de gaz concerne la réinjection de gaz naturel dans un réservoir souterrain, généralement dans un réservoir contenant déjà à la fois du gaz naturel et de pétrole brut, afin d'augmenter la pression dans le réservoir et ainsi augmenter le débit de pétrole brut ou encore séquestrer le gaz qui ne peut pas être exporté. Ce ne doit pas être confondu avec l’extraction par injection de gaz, où le gaz est injecté dans le tube annulaire du puits plutôt que le réservoir. Après que le brut ait été pompé, le gaz naturel est une fois encore récupéré. Comme bon nombre des puits découverts partout dans le monde contiennent du pétrole brut lourd, ce processus augmente leur production. 
La différence fondamentale entre le brut léger et le brut lourd est sa viscosité et sa capacité à être pompé, le brut léger étant plus facile à pomper. La récupération des hydrocarbures dans un puits est généralement limitée à 50 % (pour les bruts lourds) et 75-80 % (pour les bruts légers). Le recyclage du gaz naturel ou d'autres gaz inertes permet d’augmenter la pression dans le puits, provoquant la dissolution de plus de molécules de gaz dans le pétrole abaissant ainsi sa viscosité et augmentant le débit à la sortie du puits. L’air ne convient pas pour la recompression des puits parce qu'il tend à entraîner une dégradation du pétrole, le dioxyde de carbone ou le gaz naturel sont utilisés pour rétablir la pression dans les puits. Le terme «réinjection de gaz» est également parfois appelée recompression - le terme étant utilisé uniquement pour signifier que la pression à l'intérieur du puits est augmentée pour faciliter la récupération.
L’injection ou la réinjection de dioxyde de carbone ont également lieu dans le but de réduire les émissions de CO2 dans l'atmosphère, et constitue une forme de séquestration du carbone. Cela fut proposé comme une méthode pour lutter contre le changement climatique, ce qui permet le stockage de masse de CO2 sur une échelle des temps géologiques. La réinjection de dioxyde de carbone dans le champ norvégien de gaz de Sleipner permet à l’exploitant d’économiser 1 000 000 couronnes norvégiennes par jour en taxes carbone.